# Salvador Talón
Salvador Talón Mascarell (nacido el 24 de marzo de 1945 en Chella, Valencia, España) es un ex-futbolista español. Jugaba de centrocampista y su primer club fue el Elche Ilicitano CF.

## Carrera
Comenzó su carrera en 1968 jugando para el Elche Ilicitano CF. Jugó para el club hasta 1970. En ese año se fue al primer equipo del Elche CF, en donde estuvo hasta el año 1972. En ese año se fue al Osasuna, donde finalmente se retiró en el año 1974.

## Clubes
| Club               | País   | Año       |
| ------------------ | ------ | --------- |
| Elche Ilicitano CF | España | 1968-1970 |
| Elche CF           | España | 1970-1971 |
| Osasuna            | España | 1972-1974 |